# Solocisquama carinata
Solocisquama carinata är en fiskart som beskrevs av Bradbury, 1999. Solocisquama carinata ingår i släktet Solocisquama och familjen Ogcocephalidae. IUCN kategoriserar arten globalt som otillräckligt studerad. Inga underarter finns listade i Catalogue of Life.